# Herbert Fechner
Herbert Fechner (Berlino, 27 agosto 1913 – Berlino, 28 dicembre 1998) è stato un politico tedesco.
Membro del Partito Socialista Unificato di Germania, è stato Sindaco di Berlino Est dal 1967 al 1974.

## Biografia
Fechner era il figlio di un falegname. Si è formato come telegrafico. 
Nel 1927 è diventato membro del SAJ e del movimento sportivo dei lavoratori. Nel 1940 e dal 1943 al 1945 ha prestato servizio nell'esercito e venne persino circuito in cattività in guerra.
Nel 1945 è entrato, nel SPD, nel 1946 diviene membro del SED e nel 1948 segretario della leadership del distretto del SED di Berlino-Lichtenberg, Nel 1950-1951 è stato Primo Segretario della leadership del SED del quartiere di Berlino-Treptow.
Dal 1950 al 1974 è stato membro dell'amministrazione del distretto SED di Berlino. Nel 1951 ha assunto carica presso il 
dipartimento di istruzione pubblica, salute e servizi sociali. Dal 1953 al 1961 è stato vice-sindaco di Berlino Est e dal 1954 al 1976 consigliere comunale. Nel 1957 ha visitato la Scuola del Partito del SED. Dal 1961 al 1967 è stato poi sindaco del distretto di Köpenick, è stato membro dell'Assemblea distrettuale e della direzione distrettuale del SED. 
Nel 1963 ha svolto un corso per corrispondenza presso l'Accademia Nazionale di Giurisprudenza e Scienze Politiche a Potsdam, che ha completato nel 1965 con una laurea in scienze politiche. Dal 1967 al 1974 è stato sindaco di Berlino Est. Nel 1967 è stato anche candidato del Comitato centrale del SED (fino al 1976) e membro della Volkskammer (fino a marzo 1990). Dal 1974, è stato poi presidente del gruppo interparlamentare e membro del Presidium della Lega di Amicizia dei Popoli nella RDT.